# Katina Paksinu
Katina Paksinu (gr. Κατίνα Παξινού), właśc. Ekaterini Konstandopulu (gr. Αικατερίνη Κωνσταντοπούλου, ur. 17 grudnia 1900 w Pireusie, zm. 22 lutego 1973 w Atenach) – grecka aktorka filmowa, teatralna i telewizyjna. Laureatka Oscara za drugoplanową rolę w filmie Komu bije dzwon (1943).

## Życiorys
Urodzona jako Ekaterini Konstandopulu w ateńskim porcie Pireus, szkoliła się, aby zostać śpiewaczką operową, ale zmieniła zamiar i wstąpiła do Greckiego Teatru Narodowego w 1929 roku. Paksinu wyróżniała się na scenie, grając główne role w Antygonie czy Elektrze. W chwili wybuchu II wojny światowej przebywała w Londynie. Nie mogąc wrócić do Grecji, wyemigrowała do Stanów Zjednoczonych.
Rola Pilar, hiszpańskiej rewolucjonistki w filmie Komu bije dzwon z 1943 roku, została nagrodzona Oscarem i Złotym Globem dla najlepszej aktorki drugoplanowej. Była pierwszą laureatką Oscara w tej kategorii, która nie była pochodzenia amerykańskiego. Była również pierwszą laureatką Złotego Globu w tej kategorii. Po kilku drugoplanowych rolach w Hollywood na początku lat 50. wróciła do rodzinnego kraju, gdzie kontynuowała karierę w teatrze. Jeszcze raz znalazła się w Hollywood, by zagrać Cygankę w filmie Cud w 1959 roku.
Podczas 9. Międzynarodowego Festiwalu Filmowego w Berlinie, odbywającego się w dniach 26 czerwca-7 lipca 1959 roku, aktorka zasiadała w Międzynarodowym Jury filmów dokumentalnych i krótkometrażowych.
Paksinu zmarła na raka w Atenach w 1973 roku w wieku 72 lat. Pozostawiła męża i dwójkę dzieci.
Została pochowana na Pierwszym Ateńskim Cmentarzu.
Na Hollywood Walk of Fame przy 1651 Vine Street znajduje się gwiazda Paksinu.

## Filmografia
Filmy fabularne
- 1943: Komu bije dzwon (For Whom the Bell Tolls) jako Pilar
- 1943: Zakładniczki (Hostages) jako Maria
- 1945: Confidential Agent jako Pani Melandez
- 1947: Wuj Silas (Uncle Silas) jako Madame de la Rougierre
- 1947: Żałoba przystoi Elektrze (Mourning Becomes Electra) jako Christine Mannon
- 1949: Książę lisów (Prince of Foxes) jako Mona Constanza Zoppo
- 1955: Pan Arkadin (Mr. Arkadin) jako Sophie
- 1959: Blood Wedding jako Matka
- 1959: Cud (The Miracle) jako La Roca
- 1960: Rocco i jego bracia (Rocco e i suoi fratelli) jako Rosaria Parondi
- 1961: Morte di un bandito jako Silvia
- 1965: To nisi tis Afroditis jako Lambrini
- 1968: Ciotka Zita (Tante Zita) jako Ciotka Zita
- 1970: The Martlet's Tale jako Orsetta
- 1970: Un été sauvage jako Marya

Seriale telewizyjne
- 1952: Chesterfield Presents
- 1953: Hallmark Hall of Fame jako Xanthippe
- 1968: BBC Play of the Month jako Agatha Payne
- 1970: The Name of the Game jako Filomena